# Lista de normas EN
Esta é uma lista incompleta de normas europeias mantidas pelo Comité Europeu de Normalização, Comité Europeu de Normalização Electrotécnica e o European Telecommunications Standards Institute:

## EN 1-999
- EN 1: Flued oil stoves with vaporizing burners
- EN 2 : Classification of fires
- EN 3: Portable fire extinguishers
- EN 54: Fire detection and fire alarm systems
- EN 71: Safety of toys
- EN 166: Personal eye protection. Specifications
- EN 196-2: Methods of testing cement - Part 2: Chemical analysis of cement
- EN 197-1: Cement – Part 1 : Composition, specifications and conformity criteria for common cements
- EN 197-2: Cement – Part 2 : Conformity evaluation
- EN 206-1: Concrete – Part 1: Specification, performance, production and conformity
- EN 250: Respiratory equipment. Open-circuit self-contained compressed air diving apparatus. Requirements, testing, marking
- EN 294 : Safety of machinery; safety distances to prevent danger zones from being reached by the upper limbs
- EN 341: Personal protective equipment against falls from a height. Descender devices
- EN 352-2: Revised 2002 standards on hearing protectors. Safety requirements and testing, generally about earplugs.
- EN 353-1: Personal protective equipment against falls from a height. Guided type fall arresters including a rigid anchor
- EN 353-2: Personal protective equipment against falls from a height. Guided type fall arresters including a flexible anchor line

- EN 354: Personal protective equipment against falls from a height. Lanyards
- EN 355: Personal protective equipment against falls from a height. Energy absorbers
- EN 358: Personal protective equipment for work positioning and prevention of falls from a height. Belts for work positioning and restraint and work positioning lanyards
- EN 360: Personal protective equipment against falls from a height. Retractable type fall arresters
- EN 361: Personal protective equipment against falls from a height. Full body harnesses
- EN 362: Personal protective equipment against falls from a height. Connectors
- EN 363: Personal protective equipment against falls from a height. Fall arrest systems
- EN 374: Protective gloves against chemicals and micro-organisms
- EN 388: Protective gloves against mechanical risks
- EN 397: Specification for industrial safety helmets
- EN 417: Non-refillable metallic cartridges for liquefied petroleum gases
- EN 420: Protective gloves. General requirements and test methods
- EN 450: Fly ash for concrete - Definitions, requirements and quality control
- EN 567: Mountaineering equipment. Rope clamps. Safety requirements and test methods
- EN 590: Specification for automotive diesel
- EN 694 : Fire-fighting hoses. Semi-rigid hoses for fixed systems
- EN 795: Protection against falls from a height. Anchor devices. Requirements and testing
- EN 805 : Water supply. Requirements for systems and components outside buildings
- EN 813 : Personal protective equipment for prevention of falls from a height. Sit harnesses
- EN 840 : Mobile waste containers.
- EN 877 : Cast iron pipes and fittings, their joints and accessories for the evacuation of water from buildings. Requirements, test methods and quality assurance
- EN 933-1: Test for geometrical properties of aggregates - Part 1: determination of particle size distribution - Sieving method
- EN 934-2: Admixtures for concrete, mortar and grout - Part 2: concrete admixtures - Definitions and requirements

## EN 1000-1899
- EN 1078 : Helmets for pedal cyclists and for users of skateboards and roller skates
- EN 1090 : Execution of steel structures and aluminium structures
- EN 1090-2 : Execution of steel structures and aluminium structures: Technical requirements for execution of steel structures
- EN 1176-1 : Playground equipment. General safety requirements and test methods
- EN 1177 : Impact absorbing playground surfacing. Safety requirements and test methods
- EN 1325-1 : Vocabulary of Value Management, Value Evaluation and Functional Analysis
- EN 1337:2001: rolamentos estruturais (em inglês: Structural bearings)
- EN 1399 : Resilient floor coverings. Determination of resistance to stubbed and burning cigarettes
- EN 1496 : Personal fall protection equipment. Rescue lifting devices
- EN 1815 : Resilient and textile floor coverings. Assessment of static electrical propensity
- EN 1891 : Personal protective equipment for the prevention of falls from a height. Low stretch kernmantel ropes

## EN 1990-1999 (Eurocódigos)
- EN 1990: (Eurocode 0) Basis of structural design
- EN 1991: (Eurocode 1) Actions on structures
- EN 1992: (Eurocode 2) Design of concrete structures
- EN 1993: (Eurocode 3) Design of steel structures
- EN 1994: (Eurocode 4) Design of composite steel and concrete structures
- EN 1995: (Eurocode 5) Design of timber structures
- EN 1996: (Eurocode 6) Design of masonry structures
- EN 1997: (Eurocode 7) Geotechnical design
- EN 1998: (Eurocode 8) Design of structures for earthquake resistance
- EN 1999: (Eurocode 9) Design of aluminium structures

## EN 10000 - 13999
- EN 10002 Metallic Materials - Tensile Testing
  - EN 10002-1 : Method of Test at Ambient Temperature
- EN 10027: Designation systems for steel.[1]
- EN 12199: Resilient floor coverings. Specifications for homogeneous and heterogeneous relief rubber floor coverings
- EN 12281:2002: Printing and business paper. Requirements for copy paper.(If you want use recycled paper for HP printers.)
- EN 12492: capacetes de alpinismo
- EN 12600: Classification of Resistance of Glazing to Impact
- EN 12890: Patterns, pattern equipment and coreboxes for the production of sand molds and sand cores
- EN 12973: Value Management
- EN 12975-1:2006: Thermal solar systems and components - Solar collectors
- EN 13000: Grua - Grua móvel
- EN 13145: Railway applications - Track - Wood sleepers and bearers
- EN 13146: Railway applications - Track - Test methods for fastening systems
- EN 13300: quality and classification of (interior) wall paint
- EN 13402: Size designation of clothes
- EN 13480: Metallic industrial piping
- EN 13501: Fire classification of construction products and building elements
- EN 13537: Temperature ratings for sleeping bags
- EN 13612: Performance evaluation of in-vitro diagnostic devices
- EN 13640: Stability testing of in vitro diagnostic reagents

## EN 14000-39999
- EN 14214: The pure biodiesel standard
- EN 13432: Compostable and biodegradable packaging.
- EN 14904: Surfaces for sports areas. Indoor surfaces for multi-sports use. Specification
- EN 15531: Service Interface for Real Time Information
- EN 15595: Railway applications - Braking - Wheel slip prevention equipment [2]
- EN 16001: Energy management systems

## EN 40000-99999
- EN 45020: Padronização e atividades relacionadas - Vocabulário geral
- EN 45502-1: Active implantable medical devices - Part 1: General requirements for safety, marking and information to be provided by the manufacturer
- EN 50022: 35 mm snap-on top-hat mounting rails for low-voltage switchgear (DIN rail)
- EN 50075: Europlug
- EN 50090: Home and Building Electronic Systems (KNX/EIB)
- EN 50102: Degrees of protection provided by enclosures for electrical equipment against external mechanical impacts
- EN 50119: Railway applications - Fixed installations: Electric traction overhead contact lines for railways
- EN 50126: Railway applications - The specification and demonstration of reliability, availability, maintainability and safety (RAMS)
- EN 50128: Railway applications - Communications, signalling and processing systems
- EN 50129: Railway applications - Communications, signalling and processing systems - Safety related electronic systems for signalling
- EN 50155: Railway applications - Electronic equipment used on rolling stock [3]
- EN 50267:   Corrosive Gasses
- EN 55014:   Electromagnetic compatibility — Requirements for household appliances, electric tools and similar apparatus
- EN 55022:   Information technology equipment. Radio disturbance characteristics.
- EN 55024:   Information technology equipment. Immunity characteristics
- EN 60000 Series of Standards: See List of IEC standards
- EN 61000: Electromagnetic compatibility

## Atalhos externos
- EN 1990-1999 (Eurocodes)
- Materials Testing Laboratory (Eurostandards)
- VDE > Search EN Standards